# Бедевлянская сельская община
Бедевлянская сельская общи́на (укр. Бедевлянська сільська громада) — территориальная община в Тячевском районе Закарпатской области Украины.
Административный центр — село Бедевля.
Население составляет 6 549 человек. Площадь — 30,7 км².

## Населённые пункты
В состав общины входит 5 сёл:
- Бедевля
- Глиняный
- Дибровка
- Руня
- Беловарцы